# منتزه ساجارماثا الوطني
منتزه ساجارماثا الوطني، (بالإنجليزية: Sagarmatha National Park)‏. يقع هذا المنتزه في منطقة محمية في جبال الهيمالايا في شرق نيبال. في طبيعة تتألَّف من جبال عظيمة حيث تطل أعلى القمم في العالم، قمة إيفيرست (8848 م) في الشمال. أصبحت في عام 1979 أول حديقة وطنية تدرج في البلاد كموقع للتراث الطبيعي العالمي.

## الموقع
في قمة جبل ايفرست. في الشمال، يشترك مع الحديقة في الحدود الدولية مع تشومولانغما الطبيعية الوطنية الخاصة بالتبت وتمتد إلى نهر كوسي في الجنوب. المتاخمة للشرق من حديقة ماكالو بارون الوطنية. على مساحة 1448- 443 ميل. تأسست في عام 1976.

## خلفية تاريخية
يتألف المنتزه من جبال جليدية ووديان عميقة. كما يأوي المنتزه فصائلَ نادرة، مثل نمر الثلوج والباندا الأحمر. أما وجود الشيرباز الذين طوروا ثقافة مميزةً في هذا الموقع، فيضفي أهمية كبيرة عليه. وساجارماثا كلمة نيبالية مستمدة من ساغر معنى «السماء» وماثا تعني «الرأس». وقد تم تحديد المناطقة المحمية كمنطقة للطيور من قبل منظمة حياة الطيور الدولية والمدرجة ضمن حدود الهيمالايا. في يناير 2002 أُضيفت إليها منطقة عازلة بمساحة 275 كيلومتر. لأهمية المنتزه في المحافظة على الموارد الطبيعية الأخرى وتطوير الطاقة البديلة.

## معرض الصور

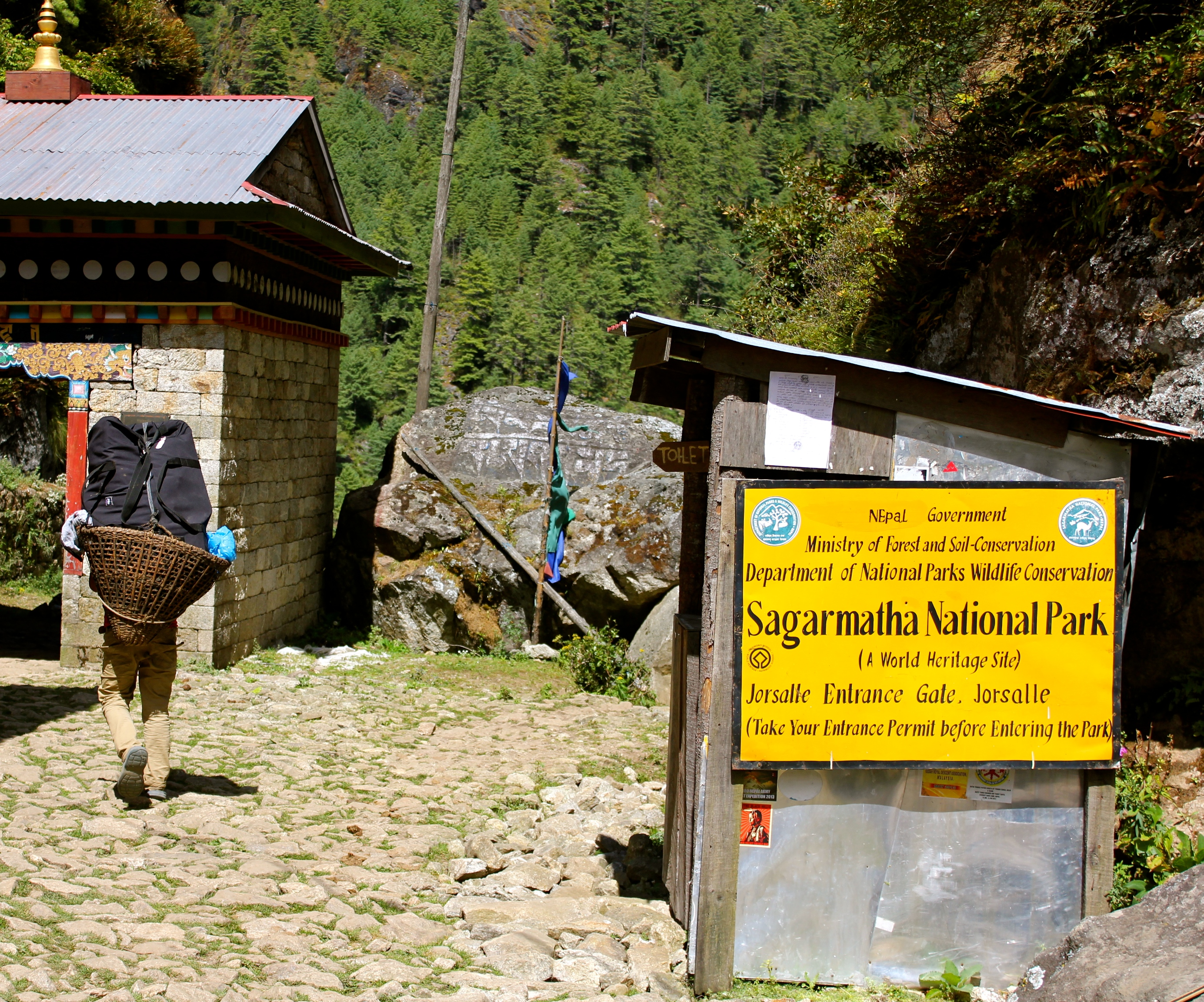
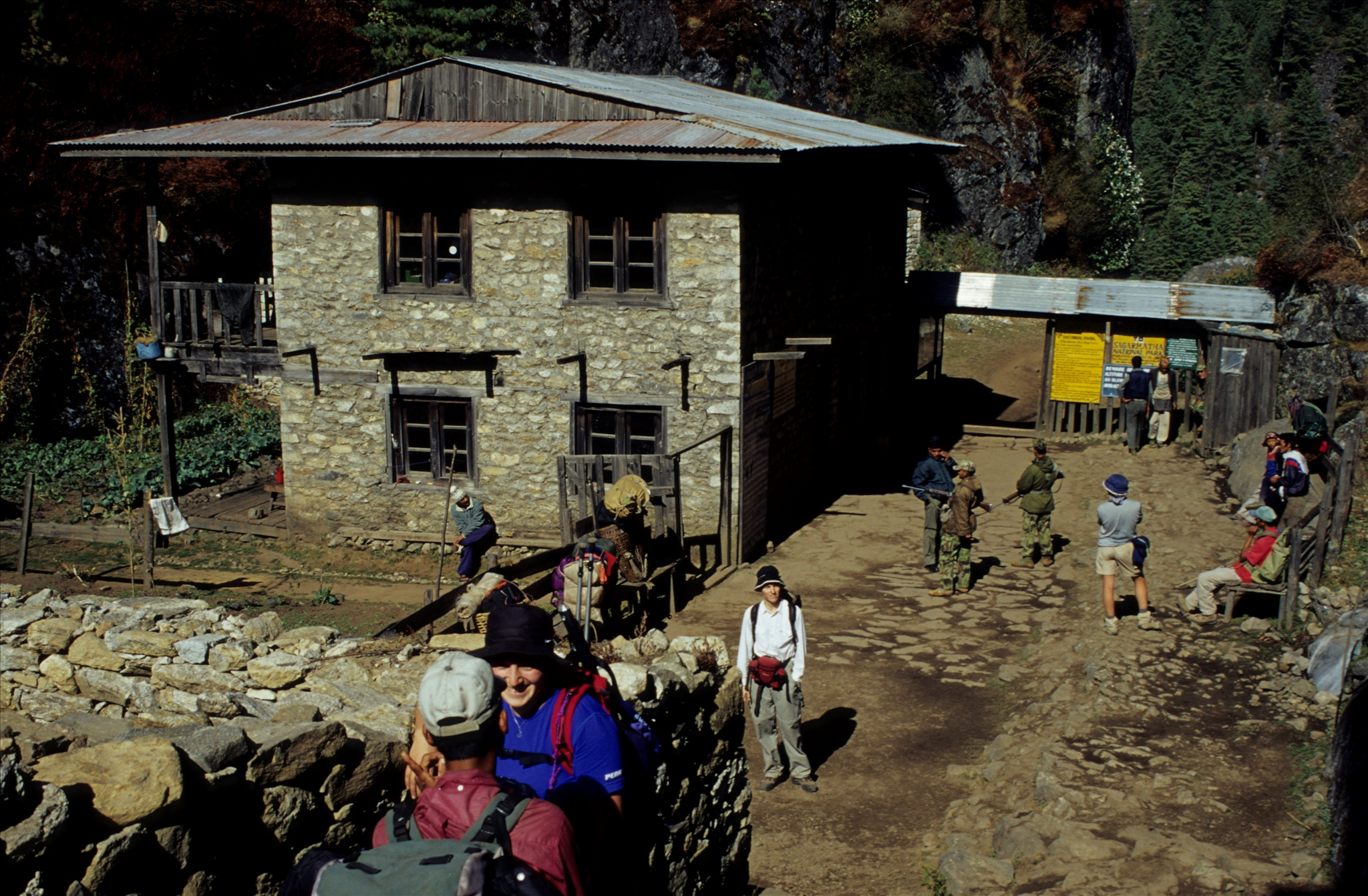
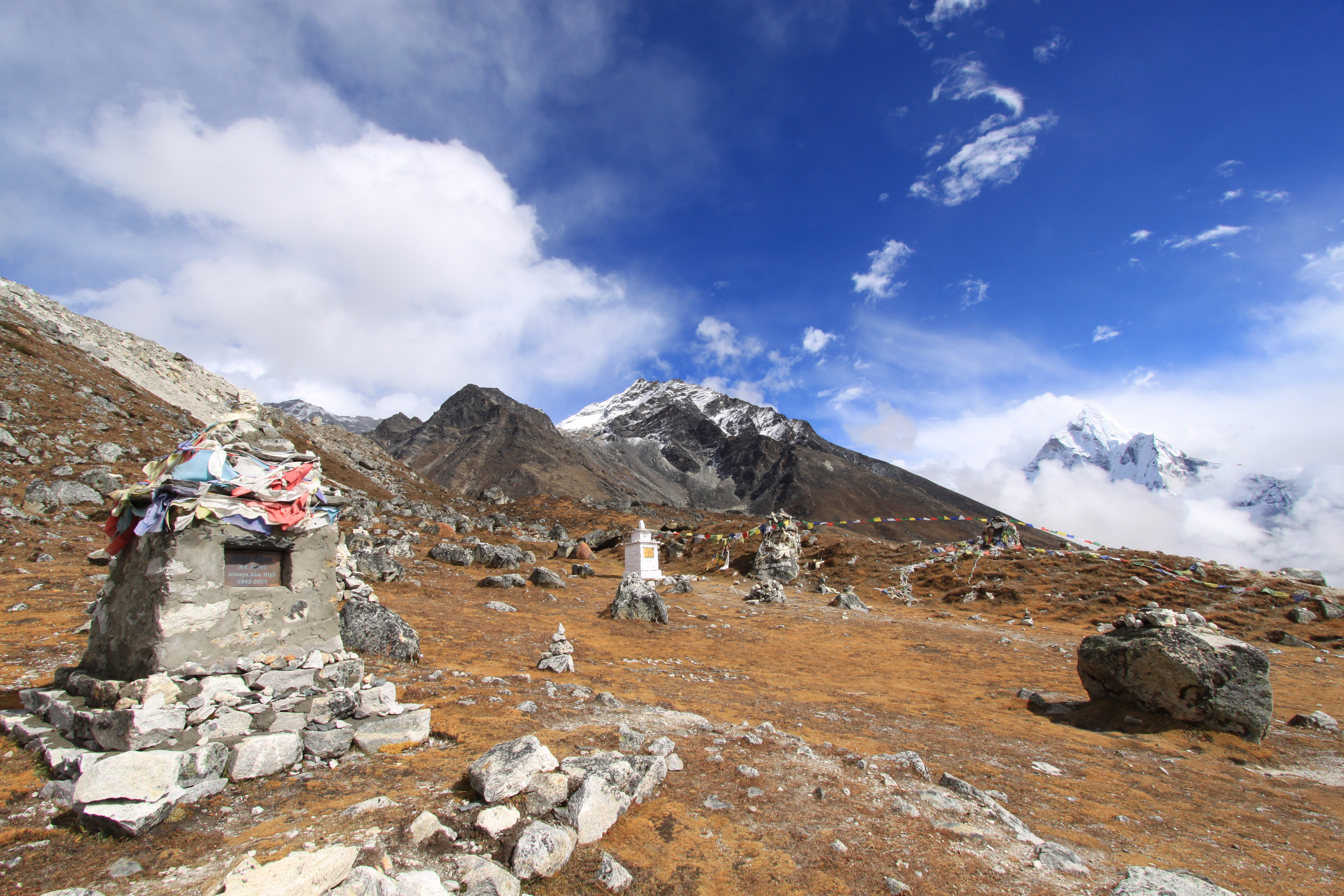
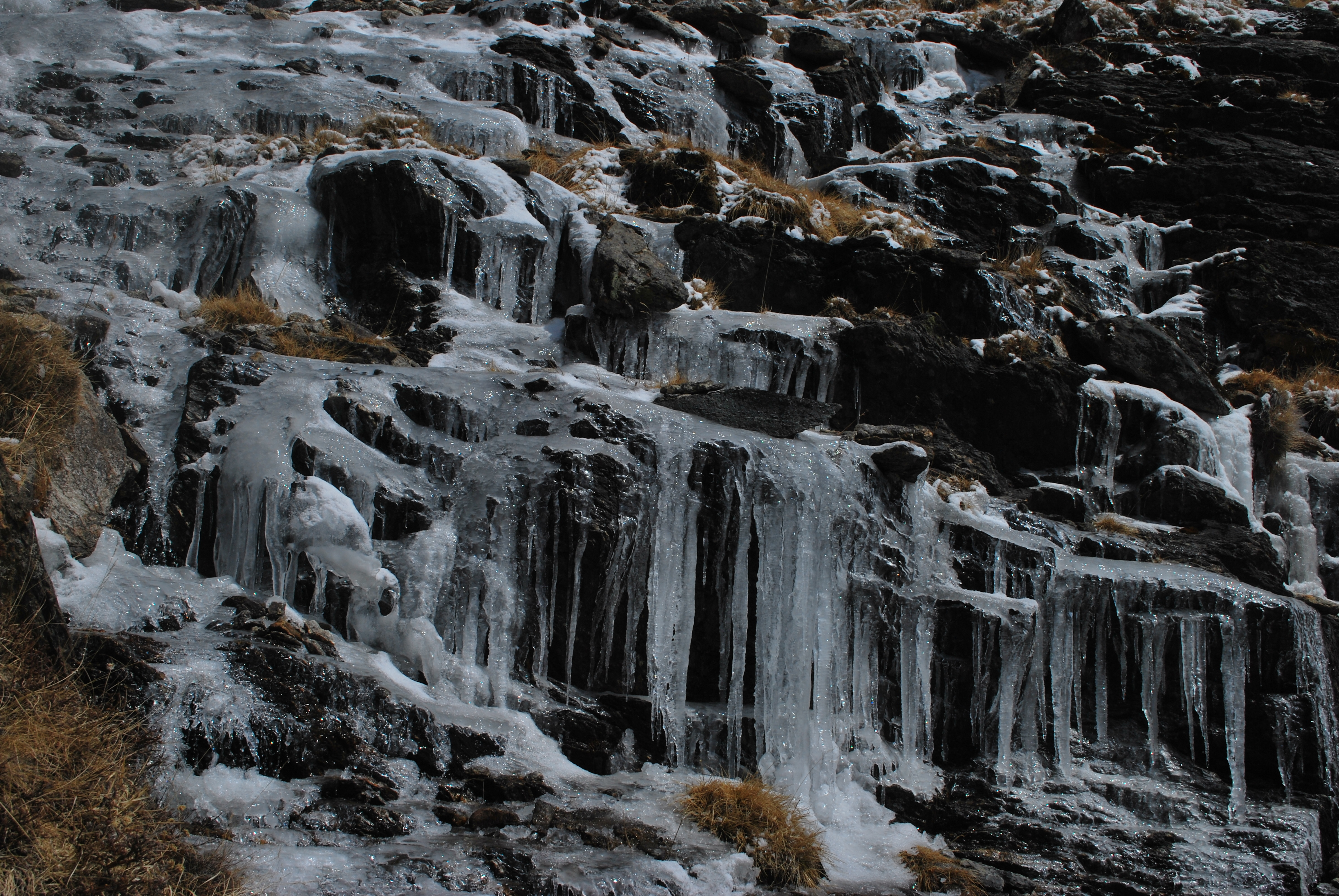
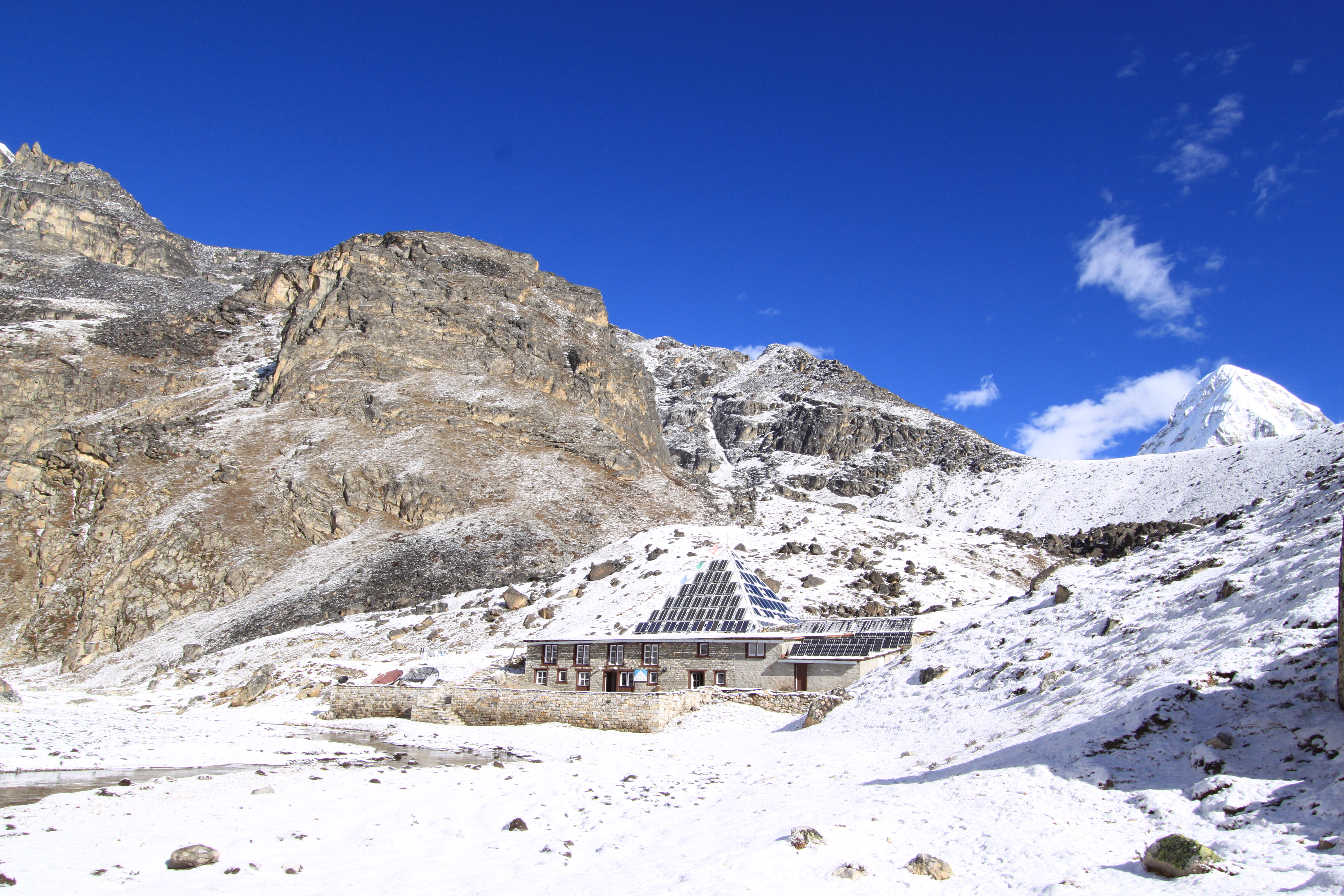
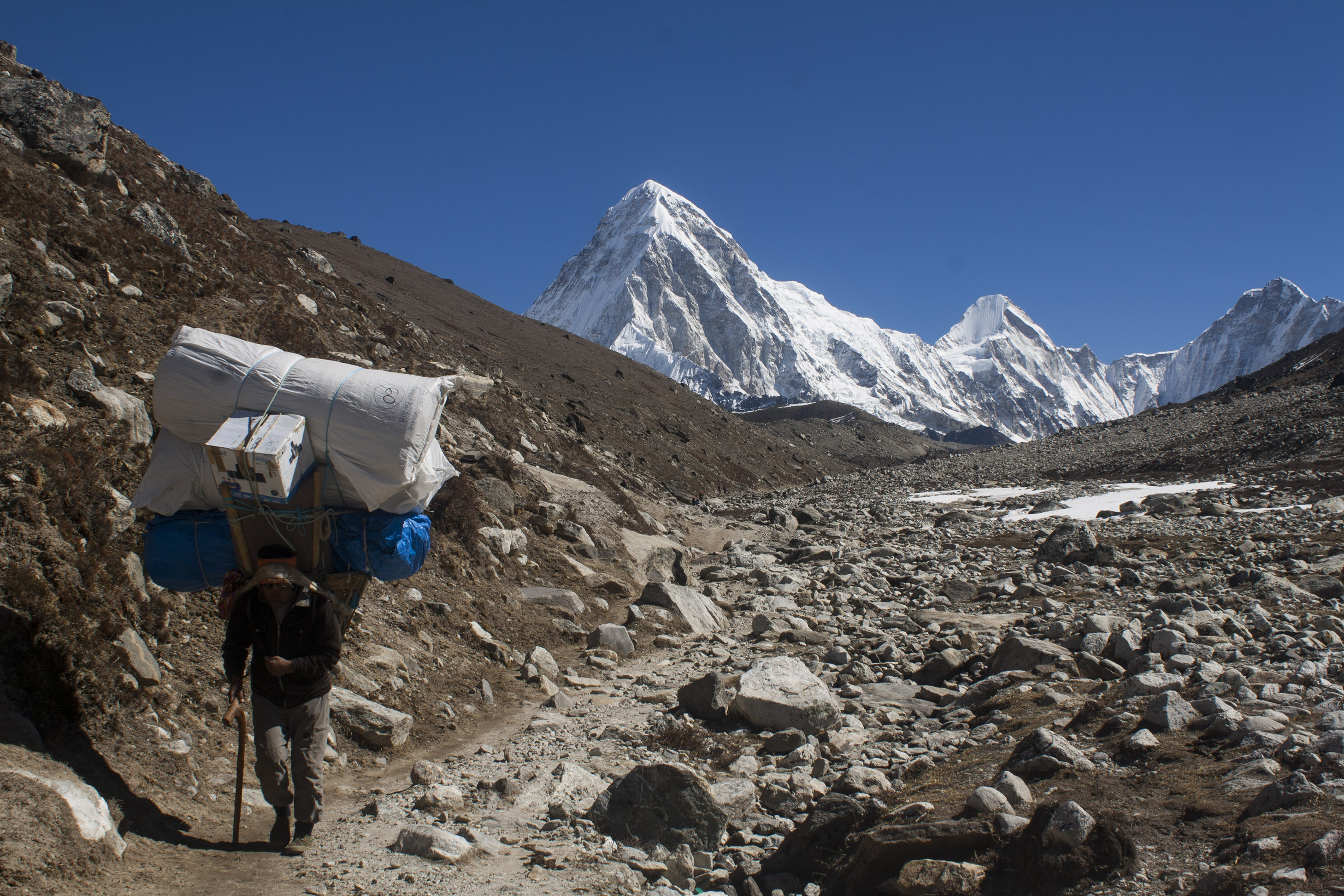